# Саган (метеорит)
Саган (Sagan, інші назви: Dąbrowa Łużycka, Dabrowa Luzycka, Dubrow, Zagan, Zegan) — кам'яний метеорит, що впав 6 березня 1636 року в селі Домброва-Лужицька в Польщі. До нашого часу метеорит не зберігся.